# 欽奇瓦西區

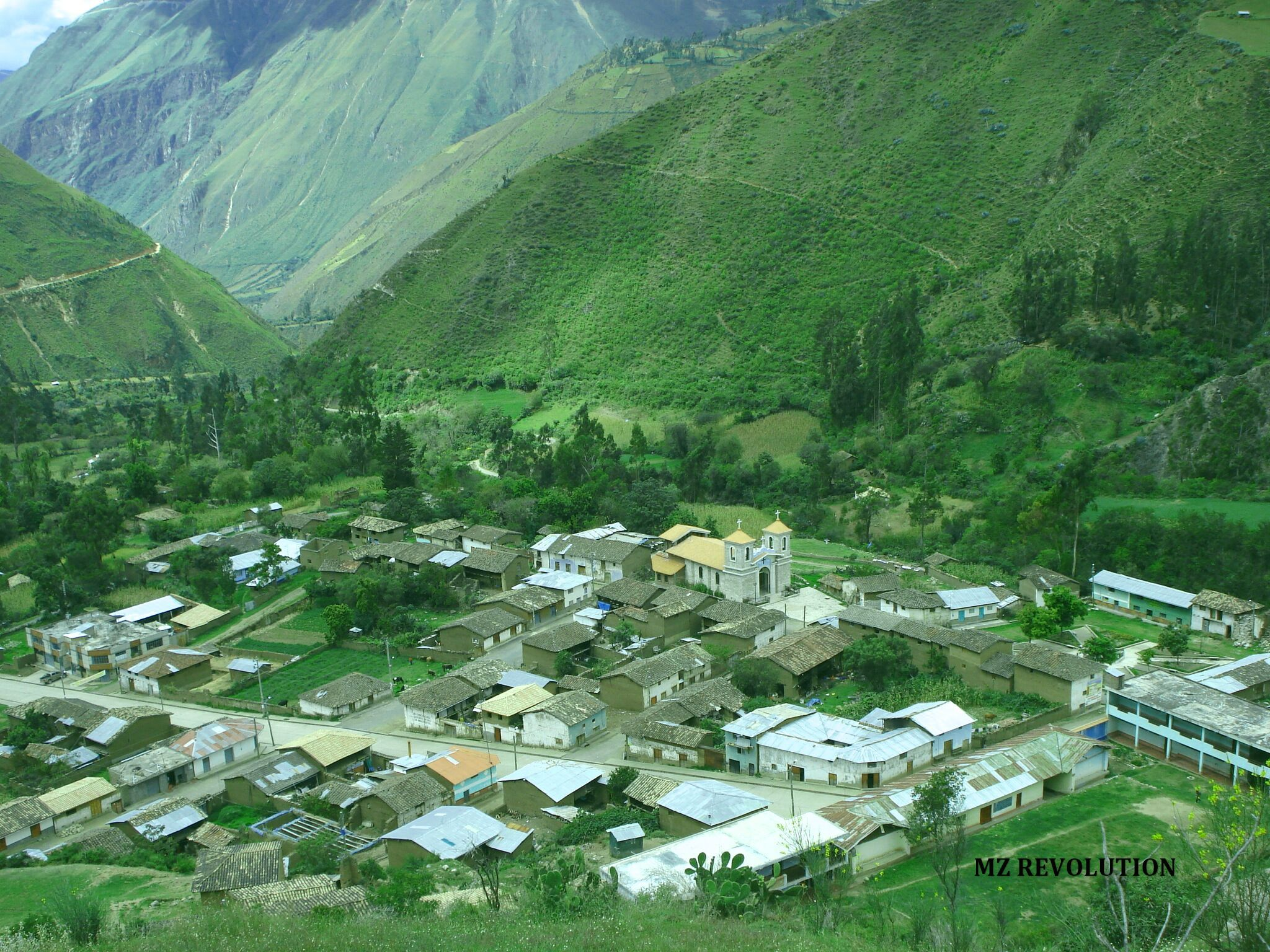

欽奇瓦西區（西班牙語：Distrito de Chinchihuasi），是秘魯的一個區，位於該國中南部萬卡韋利卡大區的丘爾坎帕省，始建於1962年1月11日，面積171.68平方公里，海拔高度2,800米，2005年人口3,935，人口密度每平方公里23人。